# Kavečany
Kavečany (ungarisch Kavocsán – 1888 bis 1902 Kavecsán) ist ein Stadtteil von Košice, im Okres Košice I in der Ostslowakei, etwa sieben Kilometer nördlich der Innenstadt.

## Geschichte

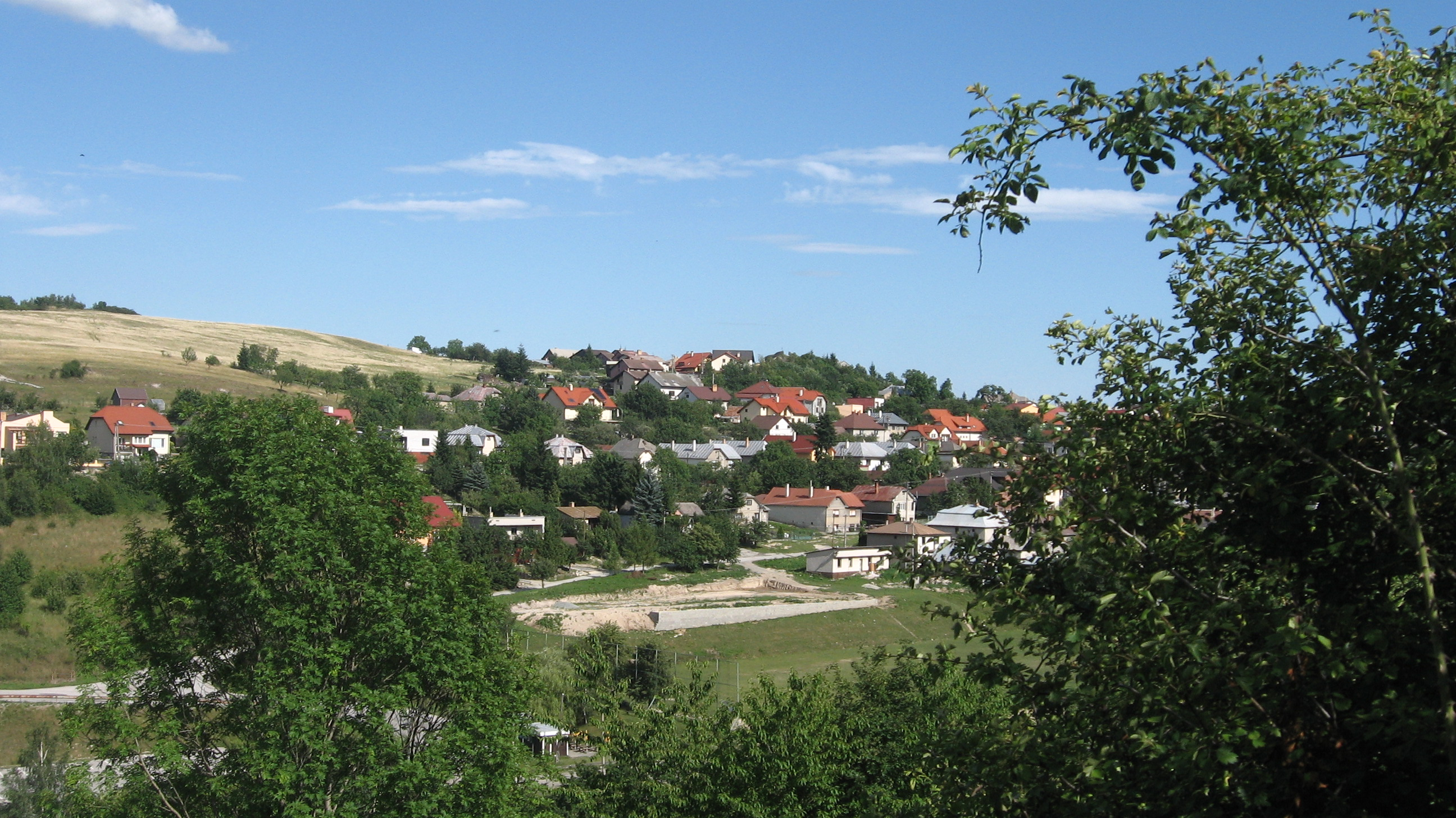
Panorama von Kavečany

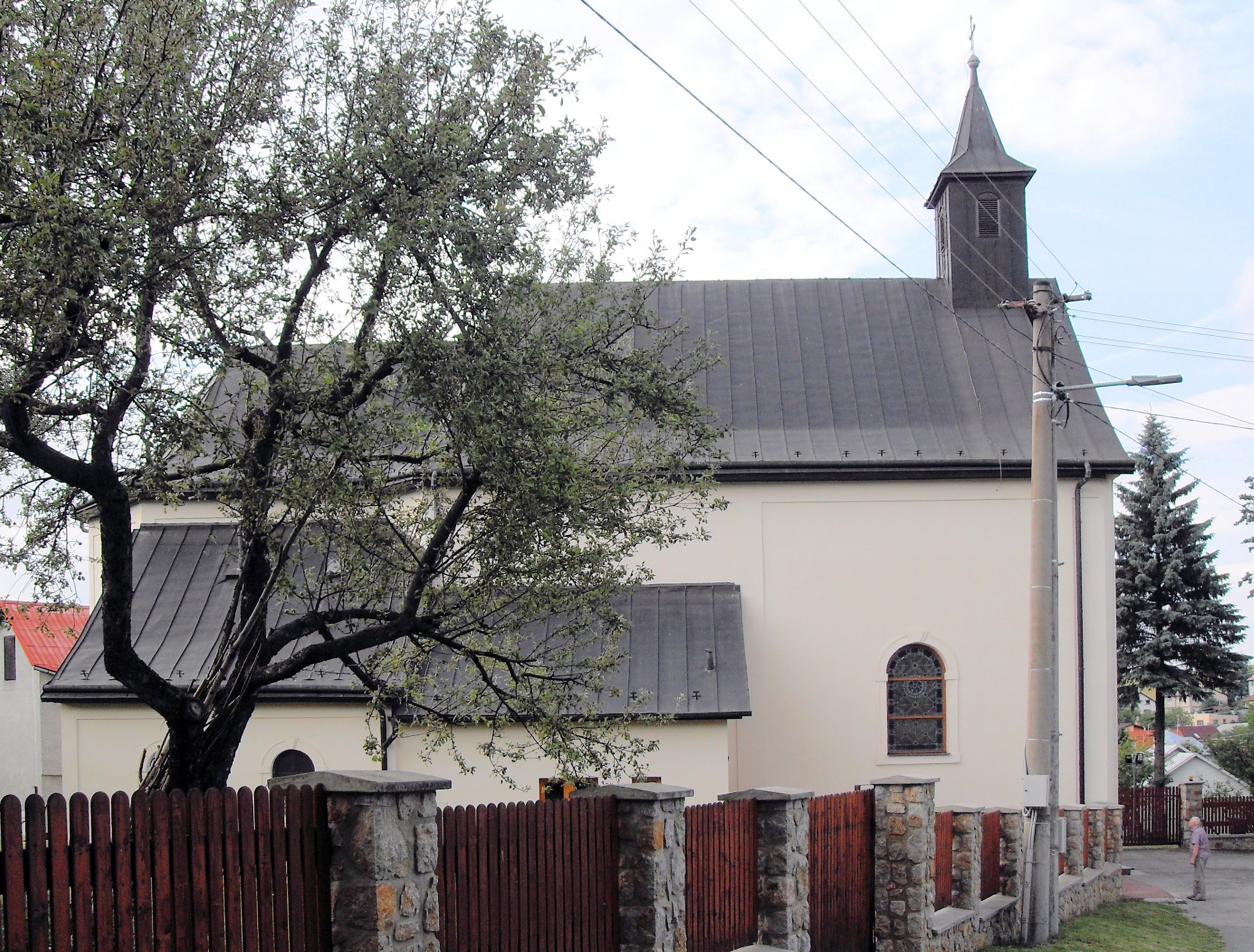
Kirche St. Peter und Paul in Kavečany

Die älteste urkundliche Erwähnung des Ortes (als Kalachyan bzw. Kalaczan) entstammt dem Jahr 1423.

## Bevölkerung
Nach der Volkszählung 2011 wohnten im Stadtteil Kavečany 1180 Einwohner, davon 1123 Slowaken, drei Magyaren, zwei Russinen sowie jeweils ein Mährer, Russe, Tscheche und Ukrainer. Zwei Einwohner gaben eine andere Ethnie an und 46 Einwohner machten keine Angabe zur Ethnie.
974 Einwohner bekannten sich zur römisch-katholischen Kirche, 15 Einwohner zur reformierten Kirche, 11 Einwohner zur griechisch-katholischen Kirche, neun Einwohner zur Evangelischen Kirche A. B., fünf Einwohner zur orthodoxen Kirche sowie jeweils ein Einwohner zur apostolischen Kirche, zur Brüderbewegung und zur evangelisch-methodistischen Kirche. 10 Einwohner bekannten sich zu einer anderen Konfession, 86 Einwohner waren konfessionslos und bei 64 Einwohnern wurde die Konfession nicht ermittelt.

## Sehenswürdigkeiten
Zu den Sehenswürdigkeiten des Stadtteils gehört der Zoo mit einer Fläche von 2,92 km² und rund 1200 Tieren aus etwa 320 Arten im Bestand. Im Zoo liegt auch ein Dinopark auf einer Fläche von etwa 4 ha.